# Seymour Pradel
Pour les articles homonymes, voir Pradel.
Seymour Pradel (1875-1943), poète, journaliste, enseignant et homme politique haïtien.
Seymour Pradel est né le 10 juillet 1875 à Jacmel. Après des études générales, il est nommé professeur au lycée Alexandre Pétion de Port-au-Prince.

## Écrivain
En 1895, il fonde avec Justin Lhérisson la revue littéraire "Jeune Haïti" qui cessera de paraître en 1898. Il participe ensuite à la revue "La Ronde" qui prend la relève de Jeune Haïti, mais qui disparaît elle aussi à la mort de son directeur Pétion Gérôme en 1902. Ces revues littéraires reflètent l'esprit d'une partie de l'élite haïtienne, en majorité des poètes, subjuguée par le bel esprit de faire d'Haïti une province culturelle française, et le seul plaisir d'écrire. Parmi ces écrivains, Georges Sylvain, Etzer Vilaire, Charles Moravia, Edmond Laforest et Damoclès Vieux.

## Homme politique
En mars 1896, Il est nommé Ministre de l’Intérieur sous la présidence de Tancrède Auguste.
À la suite du départ du président Oreste Zamor, Seymour Pradel est désigné pour être à la tête du comité de Salut Public et prend la fonction présidentielle du 29 octobre 1914 au 6 novembre 1914. Il est remplacé ensuite par Joseph Davilmar Théodore puis revient à la tête du Comité de Salut Public le 22 février 1915 avec Edmond Polynice jusqu'au 25 février 1915 et l'accession de Jean Vilbrun Guillaume Sam à la présidence.
En 1917, il devient sénateur de la République.
En 1930, il se présente à l'élection présidentielle remportée par Sténio Vincent.
Seymour Pradel meurt en 1943 à Port-au-Prince.

## Hommage
René Depestre le présenta ainsi : "Il y avait des mulâtres intelligents comme Seymour Pradel, par exemple, qui n’ont pas partagé les préjugés de couleur de l’élite dominante." 

## Sources
1. ↑  Entretien avec René Depestre